# Prasophyllum ovale
Prasophyllum ovale är en orkidéart som beskrevs av John Lindley. Prasophyllum ovale ingår i släktet Prasophyllum och familjen orkidéer. Inga underarter finns listade i Catalogue of Life.